# Вениамин Мачуковски
Вениамин Мачуковски е български просветен деец от Възраждането в Македония.

## Биография
Роден е в 1847 година в гевгелийското село Мачуково, тогава в Османската империя, днес Евзони, Гърция. Учи в родното си село и в гръцки училища в Енидже Вардар и Солун. Ръкоположен е за йеродякон в Зографския манастир. През 1861 година се присъединява към Униатското движение и от 1862 до 1864 година преподава в Българското униатското училище в Солун, а през 1865 година преподава в училището към униатската църква „Св. св. Петър и Павел“ в Енидже Вардар. Получава богословско образование в Одеса между 1866 и 1868 година, където се среща с Георги Раковски и става негов привърженик. Връща се в Македония и през 1869 г. е учител в родното си село, а след това в Солун и Кукуш. През 1870 г. преминава към Екзархията и става член на Солунската българска община. През 1871 година след официалното признаване на Екзархията Мачуковски заминава за Цариград, където става директор на вестник „Източно време“, сътрудничи на гръцките вестници „Траки“ и „Фили“. Екзархийската управа го изпраща да учи в Духовната семинария в Москва, но там Вениамин постъпва в Историко-филологическия факултет на Московския университет. В Русия поддържа връзки с видни български дейци, като Райко Жинзифов, Константин Станишев и др., но се разболява и се връща обратно в Македония през 1872 година. Става учител в Кукуш, и решава да издаде „Българска граматика на македонското наречие“. Причините според Мачуковски са, че:
| „ | Изучението за българската граматика по македонските училища е един от най-трудните предмети за учениците, и вместе с тем най-безтолковий. Он им отнима доста дълго време, и това не им мешае пак да немат понятие от граматика. Това происходи от несообразността в граматическите форми на досегашните издадени бълг. граматики и ония на македонското наречие. | “ |

Поради отрицателната реакция на българската преса се отказва от тази си идея. В тази връзка Блаже Конески го сочи като едни от основоположниците на македонския книжовен език. През 1875 година е учител в Гумендже. Кореспондира си със Стефан Веркович. През 1876 г. се връща в столицата на Османската империя и от 1877 година издава и редактира вестник „Цариград”. По време на Руско-турската война е арестуван заточен на Родос, като потенциален руски шпионин. След войната се връща в Цариград тежко болен и през същата 1878 година умира.